# Trewick
Trewick var en civil parish 1866–1955 när det uppgick i Belsay, i grevskapet Northumberland i England. Civil parish var belägen 11 km från Morpeth och hade 19 invånare år 1951.